# Репродуктивные права
Репродукти́вные права́ — часть законных (юридических) прав и свобод, связанных с воспроизводством и сексуальным здоровьем, которые различно понимаются и различно закреплены в разных странах мира.
Согласно определению Всемирной организации здравоохранения, репродуктивные права — это
право мужчин и женщин на получение информации и на доступ к безопасным, эффективным, недорогим и доступным способам регулирования рождаемости, в соответствии с их выбором, а также право на доступ к надлежащим службам здравоохранения, которые могут обеспечить для женщин безопасные беременность и роды, а также создать для супружеских пар наилучшие возможности для того, чтобы иметь здорового ребенка
Репродуктивные права могут включать все или некоторые из следующих положений: право на законный и безопасный аборт, право на контроль над рождаемостью, право на доступ к качественной медицине в репродуктивной сфере, а также право на образование и доступ к информации, позволяющей сделать осознанный и свободный репродуктивный выбор. Репродуктивные права также могут включать в себя право на получение образования о контрацепции и венерических заболеваниях, а также свободу от принудительной стерилизации, абортов и контрацепции, а также защиту от таких гендерных практик, как нанесение увечий женским гениталиям и мужским половым органам.
Вопрос репродуктивных прав стал разрабатываться как вид прав человека на Международной конференции ООН по правам человека в 1968 году. Одним из результатов конференции являлось необязательное к исполнению воззвание, согласно которому родители имеют право выбирать, сколько детей они хотят иметь, и сколь часто те должны рождаться.

## Критика
Противники легализации абортов считают термин «репродуктивные права» эвфемизмом, позволяющим поколебать эмоции в пользу абортов. Организация National Right to Life назвала «репродуктивные права» выдуманным термином, зашифровывающим понятие «право на аборт».